# Jezero (Trebnje, Slovenija)
Jezero je naselje u slovenskoj Općini Trebnju. Jezero se nalazi u pokrajini Dolenjskoj i statističkoj regiji Jugoistočnoj Sloveniji. 

## Stanovništvo
Prema popisu stanovništva iz 2002. godine naselje je imalo 128 stanovnika.